# Gare de Saint-Sauveur-Lendelin
La gare de Saint-Sauveur-Lendelin était une gare ferroviaire française de la ligne de Coutances à Sottevast, située sur le territoire de la commune de Saint-Sauveur-Lendelin dans le département de la Manche en région Normandie.
Elle est mise en service en 1884 par la Compagnie des chemins de fer de l'Ouest. Elle est fermée au service des voyageurs en 1970 et à celui des marchandises en 1988, par la Société nationale des chemins de fer français (SNCF).

## Situation ferroviaire
Établie à 55 mètres d'altitude, la gare de Saint-Sauveur-Lendelin était située au point kilométrique (PK) 13,451 de la ligne de Coutances à Sottevast, entre les gares de Coutances et de Périers-en-Cotentin.

## Histoire
La « gare de Saint-Sauveur-Lendelin » est mise en service le 27 janvier 1884 par la Compagnie des chemins de fer de l'Ouest, lorsqu'elle ouvre à l'exploitation les 72 kilomètres de sa ligne à voie unique de Coutances à Sottevast.
La gare est fermée à tout trafic lors de l'arrêt du service des marchandises le 24 janvier 1988.

## Service des voyageurs
Gare fermée et désaffectée